# Vissenmozaïek
Het Vissenmozaïek (Frans: Mosaïque aux Poissons) is een mozaïek dat in Lyon gevonden is en sinds 2007 deel uitmaakt van de collectie van het museum Lugdunum in die stad.

## Geschiedenis
Het vissenmozaïek werd samen met andere mozaïeken ontdekt in 1843 tijdens werkzaamheden in de kelder van het huis Cucherat, in de Gallo-Romeinse wijk van het Presqu'île. In dezelfde straat werd ook het mozaïek van de circusspelen ontdekt. In dit gebied lagen veel woonhuizen van rijke handelaren, die vaak met zeevaart hun geld verdienden.
Het mozaïek werd in 1844 verwijderd en ondergebracht in het Museum voor Schone Kunsten in Lyon. In 2007 werd het gerestaureerd en verplaatst naar Lugdunum.

## Voorstelling
Het nagenoeg vierkante mozaïek combineert op originele wijze geometrische motieven en afbeeldingen van dieren en voorwerpen die verband houden met het thema water. Het mozaïek is gemaakt van kalksteen, marmer en glas. Er worden ongeveer tien kleurentinten gebruikt, vooral van de contrasterende kleuren rood en blauw.
Aan linker- en rechterkant wordt het mozaïek omkaderd door een band met hartvormige klimopbladeren. Daarna volgt een grote band met zeedieren die wordt omlijst door een gevlochten patroon. Er zijn schelpdieren (mosselen, oesters, murex), vissen (mul), een garnaal, een vlokreeftje en eenden te zien. Onder een van de vissen zijn de letters P en M lezen. De betekenis hiervan is niet bekend. Op de hoeken spuwen groepen dolfijnen water, weergegeven door horizontale of verticale lijnen. Boven en onder staan in het midden zeemonsters rug-aan-rug tegenover elkaar, boven een zeepaard en een zeestier, onder twee griffioenen. 
Een dik rood maliënkolderpatroon scheidt dit maritieme motief van de rest van het mozaïek. Op de vier hoeken van het volgende element zijn schelpen in de kleuren rood en blauw tegenover elkaar geplaatst en verbonden door roeren waarvan de handgreep op een schijf is gemonteerd. Een nieuwe gevlochten band scheidt de schelpen van een motief met vazen (kantharos) die verbonden worden door acanthusbladeren met daarnaast een tak zeekraal afgebeeld.
Een laatste gevlochten patroon omringt het centrum van het mozaïek. Dit bestaat uit een zwart-witte rozet, waarvan de bolvormige driehoeken een indruk van diepte en reliëf moeten geven. In het hart ervan is een bloemmotief (fleuron) afgebeeld.

## Afbeeldingen

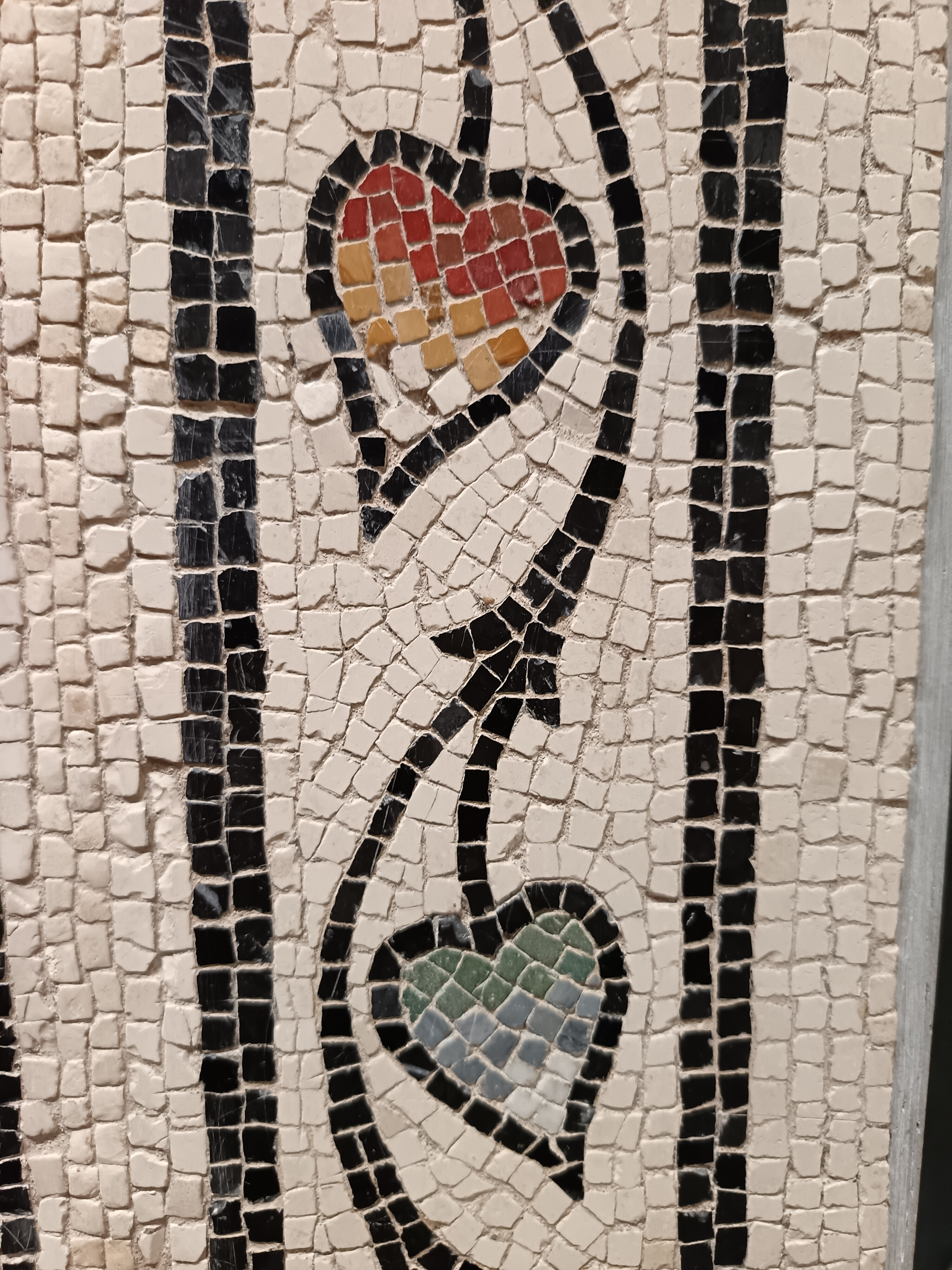
Detail, klimop
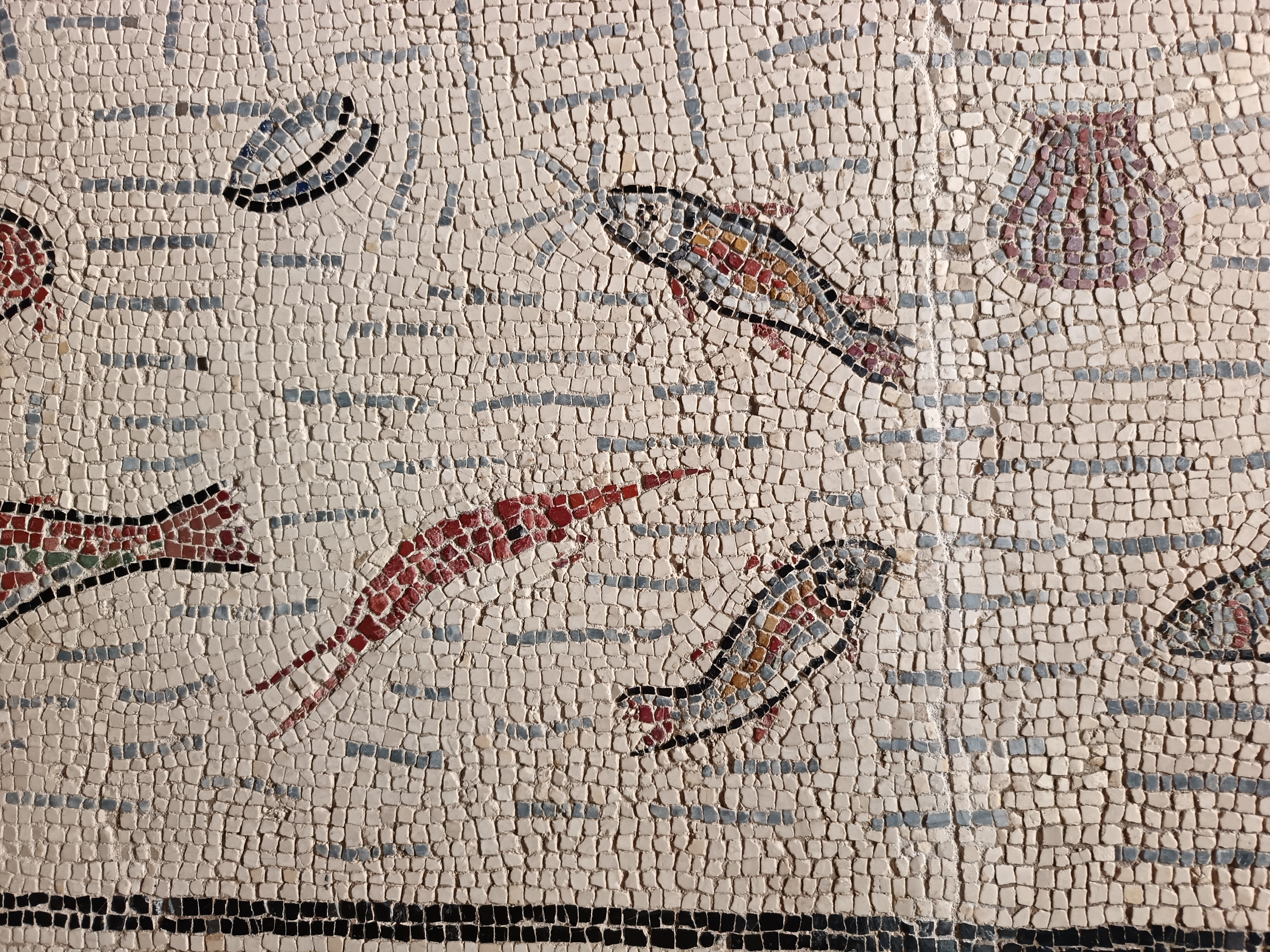
Detail, vissen, mossel, schelp, vlokreeftje
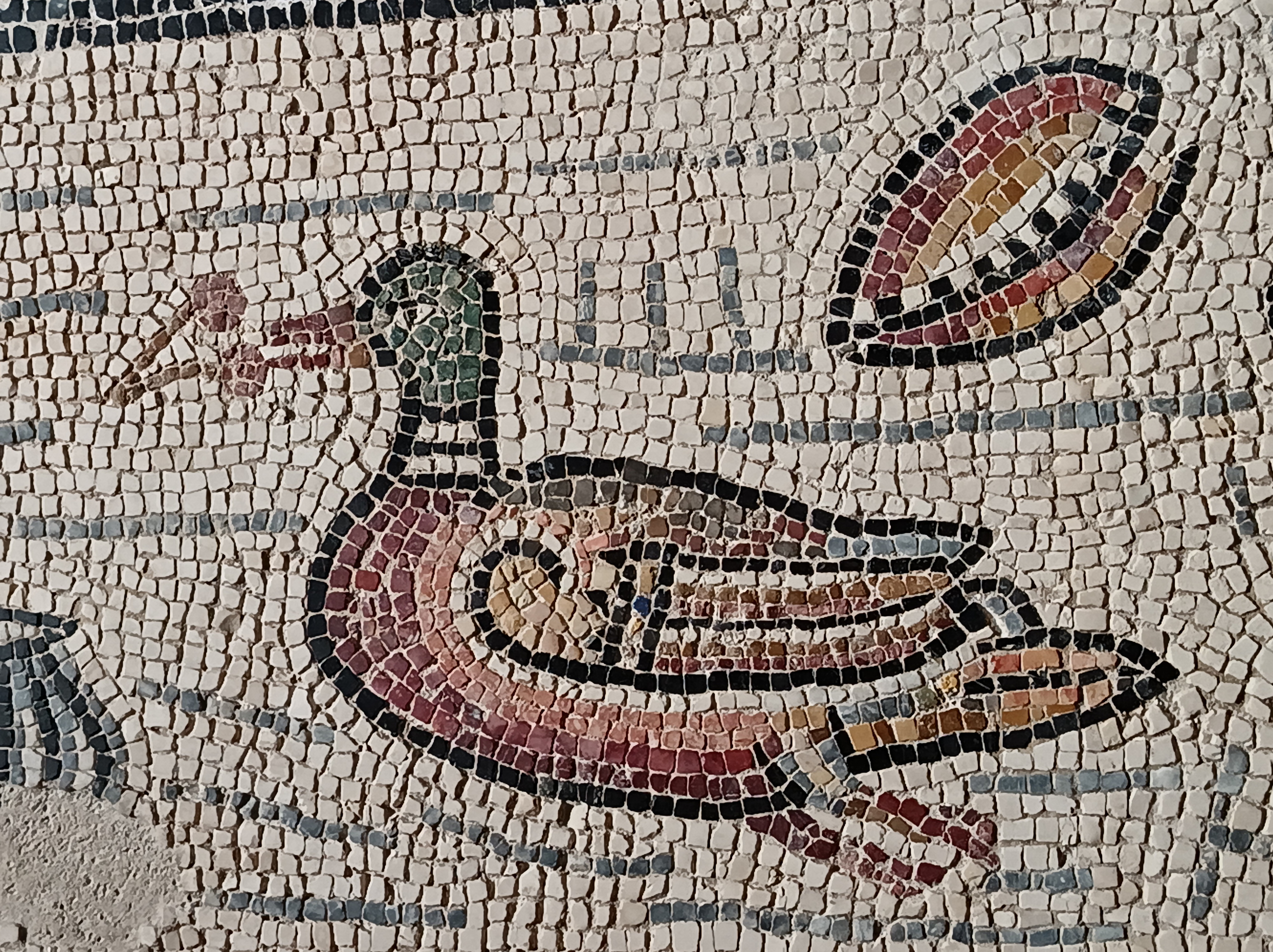
Detail, eend
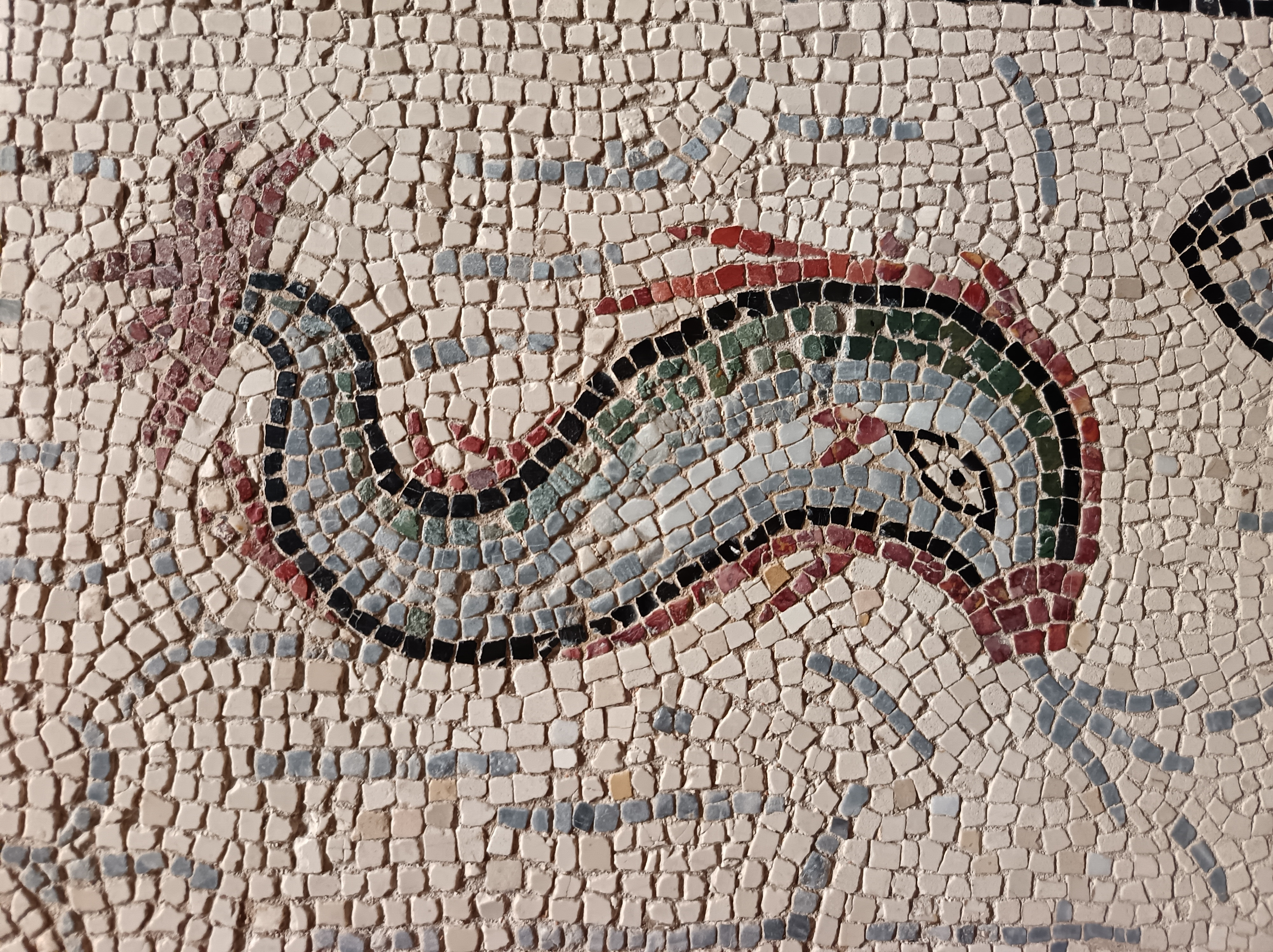
Detail, dolfijn
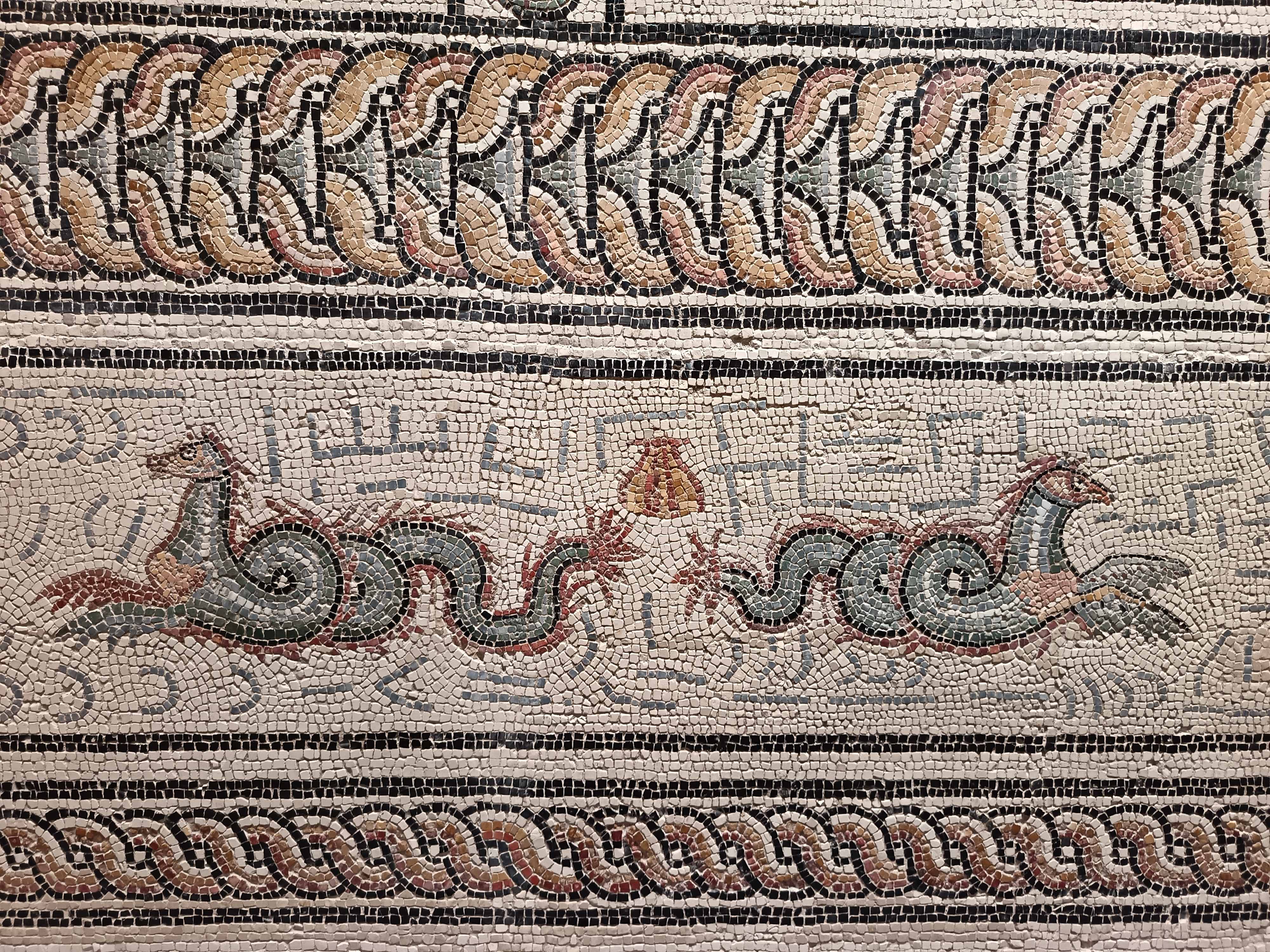
Detail, griffioenen
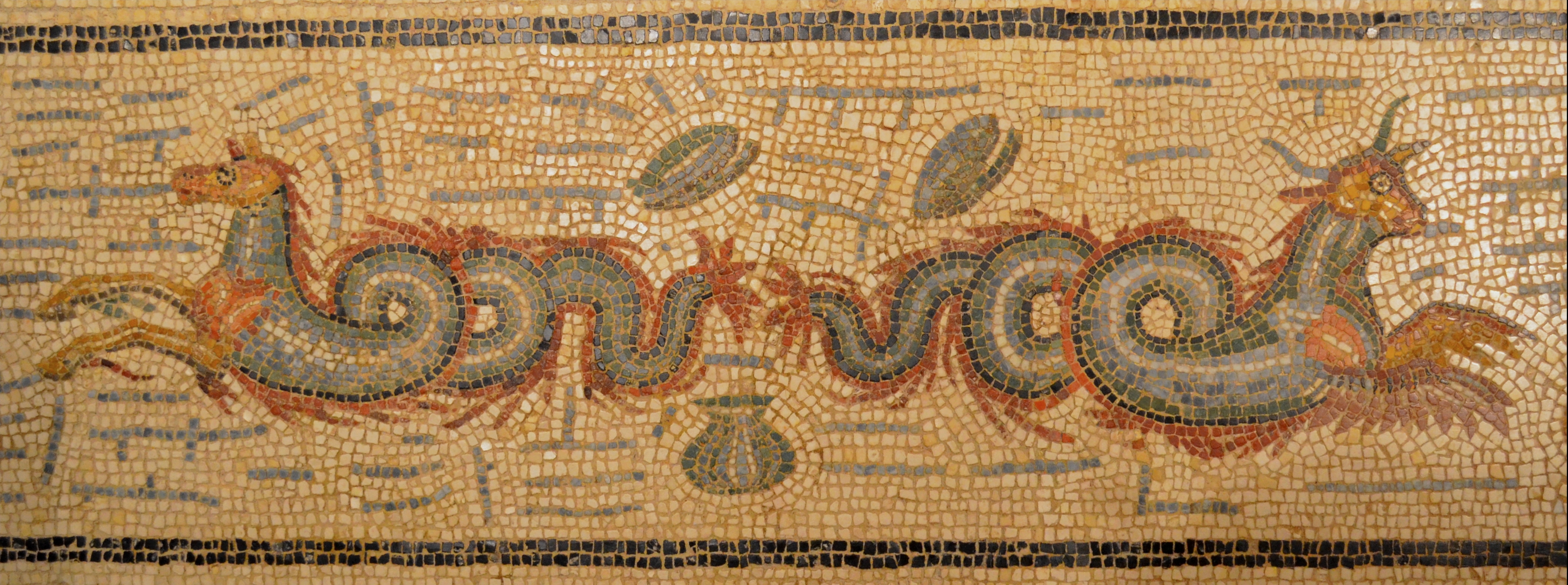
Detail, zeepaard en zeestier
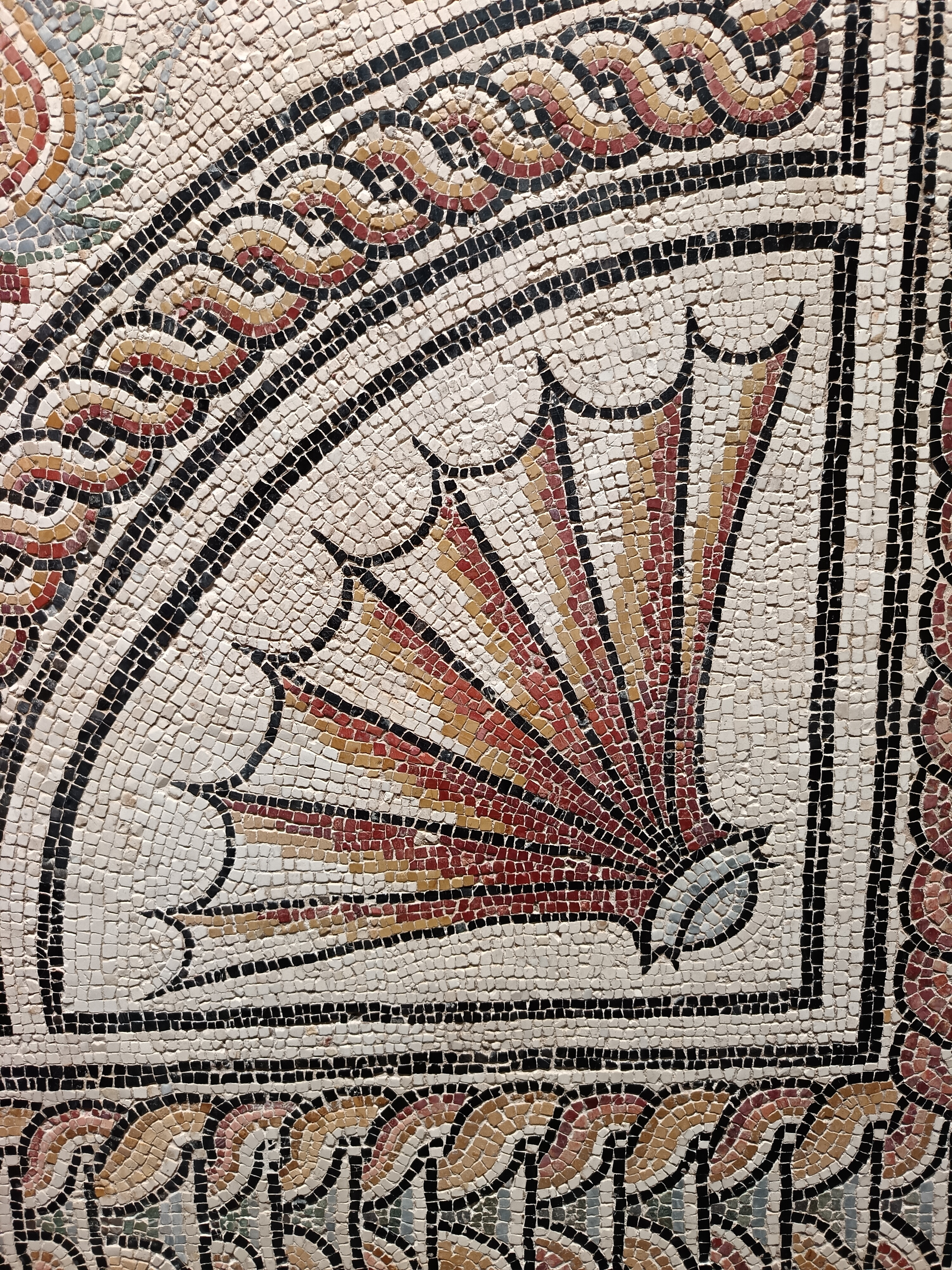
Detail, rode schelp
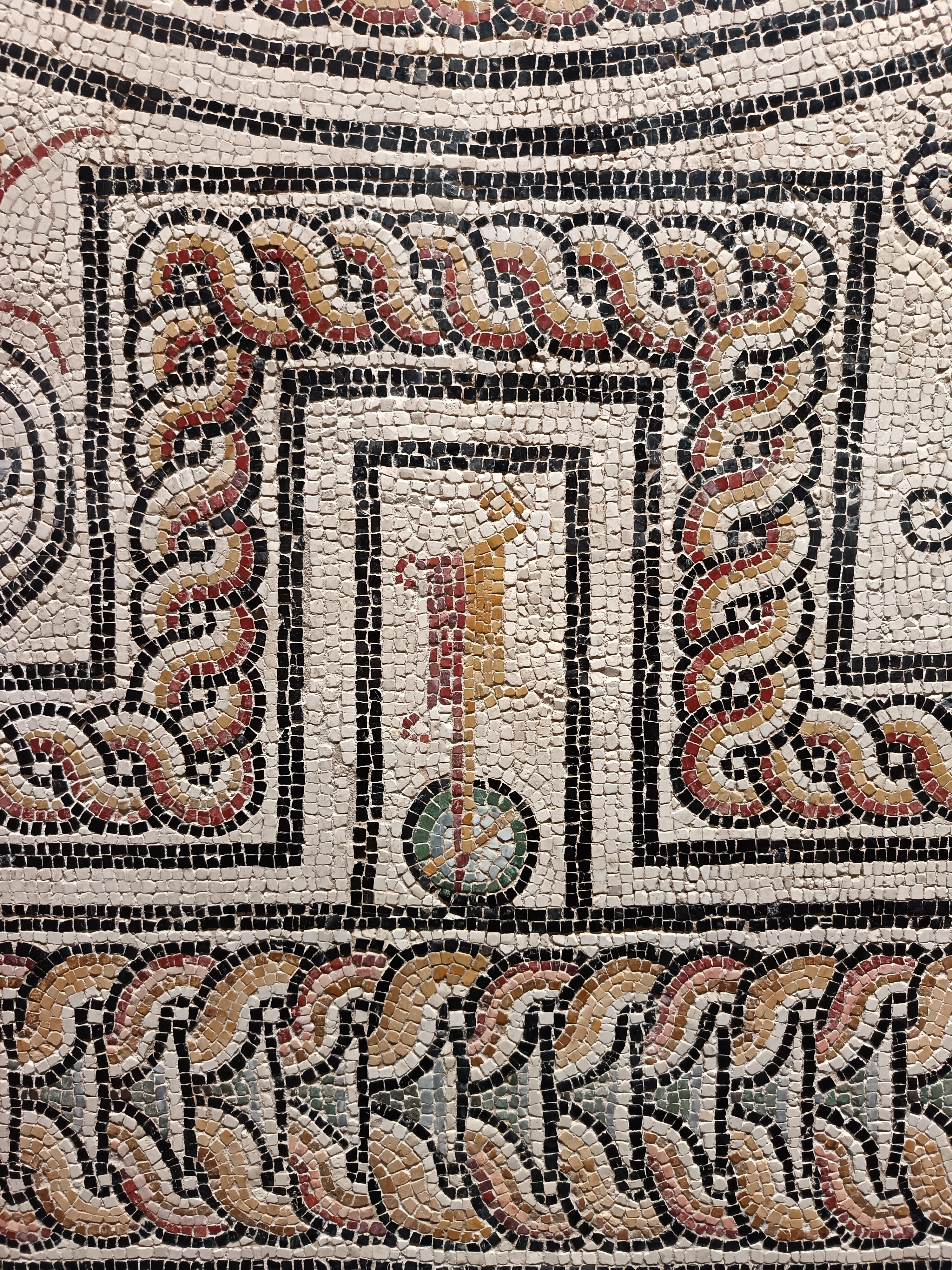
Detail, roer op cirkel
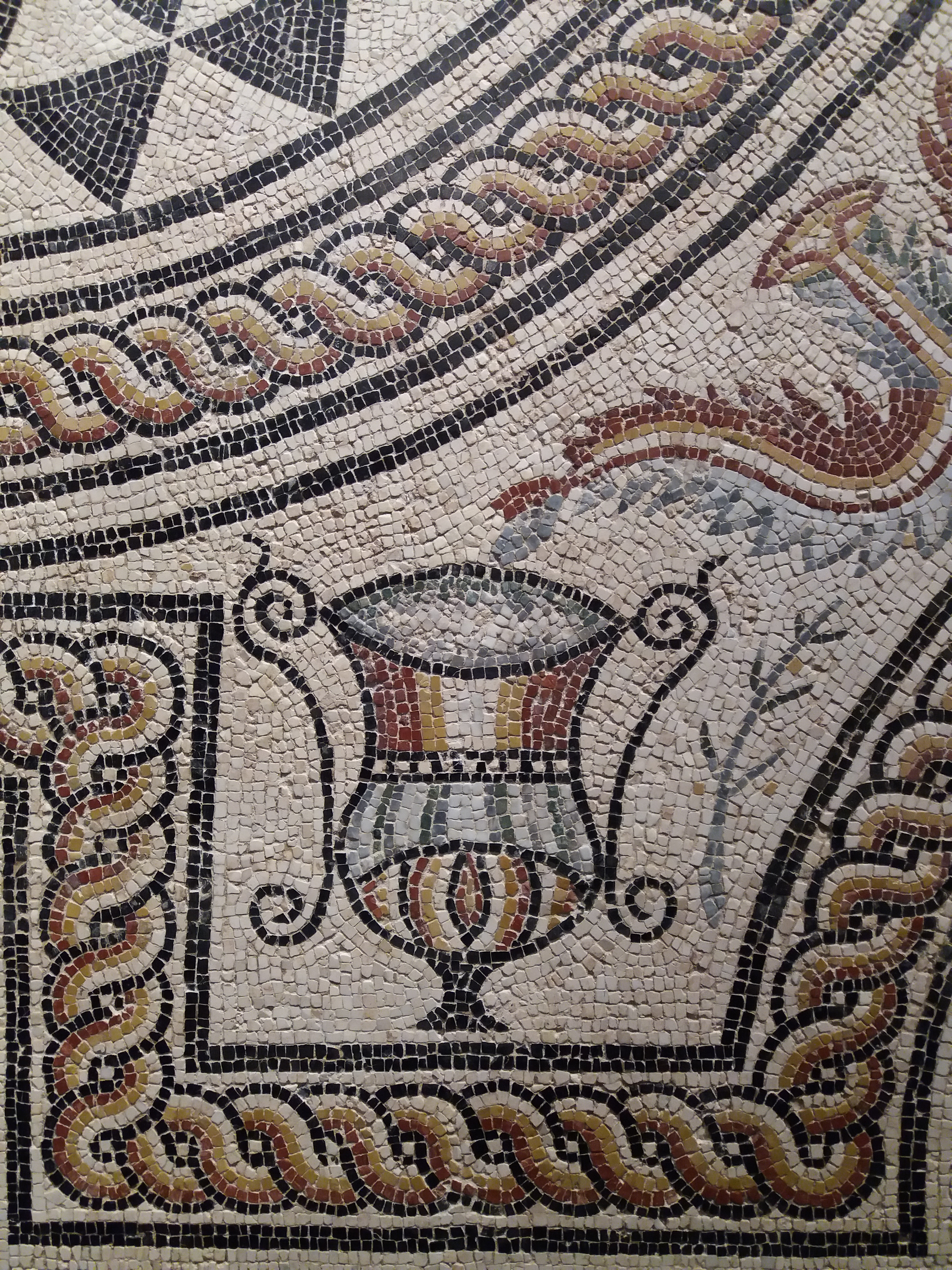
Detail, vaas met acanthusbladeren